# Dypsis nauseosa
Dypsis nauseosa – gatunek palmy z rzędu arekowców (Arecales). Występuje endemicznie na Madagaskarze, w prowincji Fianarantsoa. Można go spotkać między innymi w rezerwacie specjalnym Manombo. Znane są tylko 2-5 jego naturalne stanowiska.
Rośnie w bioklimacie wilgotnym. Występuje na wysokości do 500 m n.p.m.